# Capela de Nossa Senhora do Desterro (Alcântara)
A Capela de Nossa Senhora do Desterro ou a Igreja do Desterro (atual Igreja São José) fica localizada em Alcântara, no Maranhão, integrando o conjunto arquitetônico tombado da cidade.

## Histórico
Não há consenso histórico sobre a data exata de sua edificação, mas pode ter sido o primeiro templo do Maranhão, como uma simples palhoça perto do mar e da cidade.
Em 1641, com a invasão holandesa, a cidade foi destruída e a imagem de Nossa Senhora do Desterro despedaçada.
Em 1654, o templo foi reconstruído, não tendo êxito a ideia dos frades Marcos e Cerveira de edificar naquele lugar o Convento de Nossa Senhora das Mercês. Foi reedificada por José de Lé, um morador da região, sob a invocação de São José, sendo as obras concluídas por Antonio Furtado de Queixó, após sua sua morte.
Em 1865, com seu péssimo estado de conservação, a Câmara Municipal propôs a sua remoção e a construção de uma praça e um mercado de peixe. No entanto, seu valor histórico foi reconhecido e, em 1869, estava completamente restaurada.
Em 1942, novamente em ruínas, a imagem de São José foi recolhida à Catedral e as demais abrigadas na Igreja de Nossa Senhora do Rosário, e realizada nova restauração, pelo Cônego Frederico Pires Chaves, seu vigário, e reaberta aos fiéis.
Em 1954, a diretoria do Patrimônio Histórico promoveu obras de consolidação e preservação, realizando novas restauração em 1978.

## Características
O altar-mor é de talha germânica.

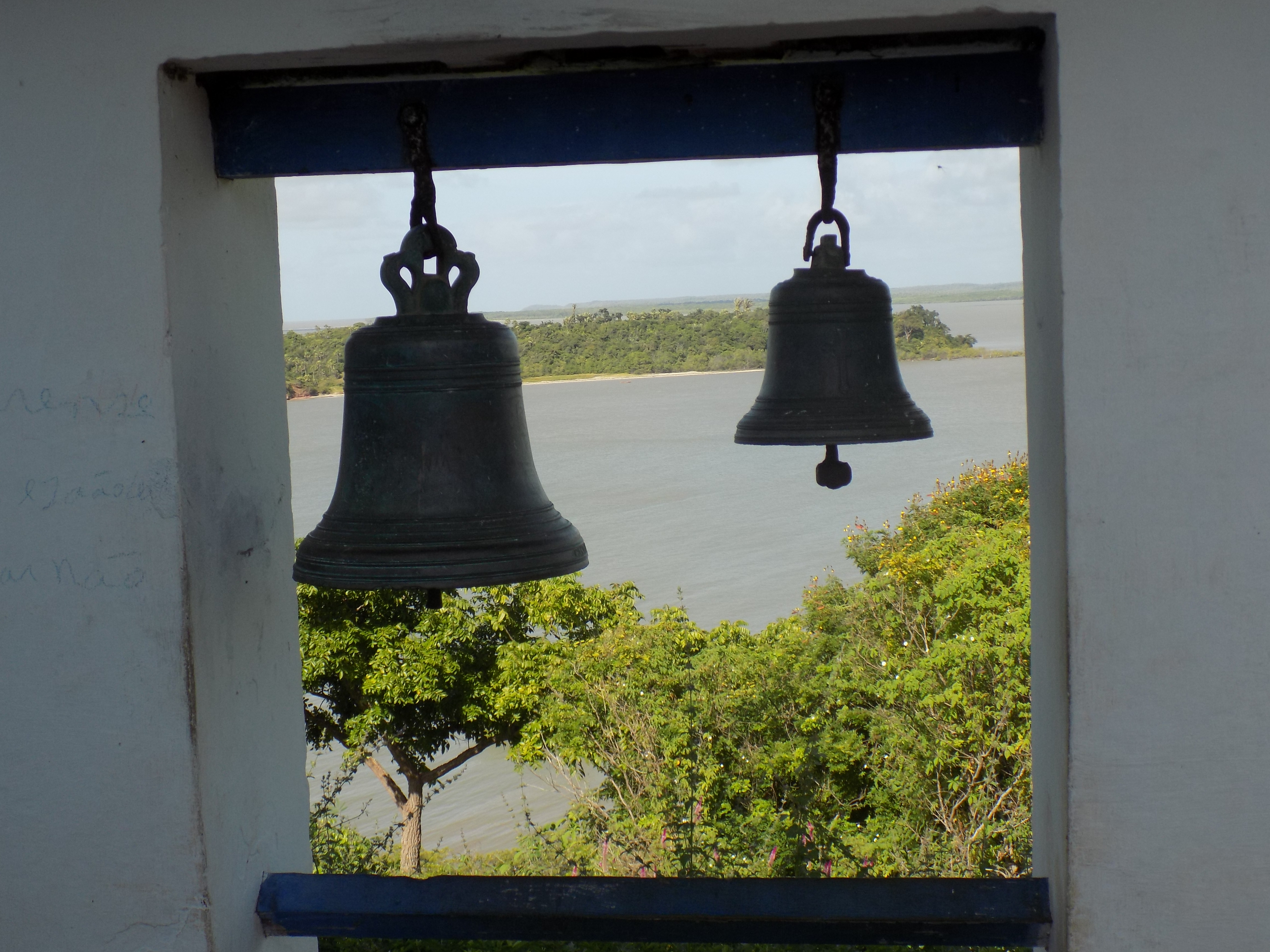
Sinos da Capela, com vista para o mar.

No altar principal, há imagens barrocas de Bom Jesus da Coluna, Nossa Senhora dos Navegantes e da padroeira Nossa Senhora do Desterro.
Os campanários (sinos) ficam na parte externa, isolados da capela. Conforme a cultura popular, qualquer desejo encaminhado a Nossa Senhora do Desterro e acompanhado de toques desses sinos, é atendido sem demora, sendo o maior dedicado a Nossa Senhora do Desterro e o menor para Nossa Senhora da Guia.